# سرگذشتی با یک ترانه
سرگذشتی با یک ترانه (لهستانی: Przygoda z piosenką) یک فیلم موزیکال کمدی لهستانی به کارگردانی استانیسواف باریا است که در سال ۱۹۶۹ منتشر شد.

## گزیدهٔ بازیگران
- بوهدان وازوکا
- زجیسواف ماکلاکیه‌ویچ
- پلا راسکا
- باربارا کرافتوونا
- چسواف وویکو
- اورشولا مودژینسکا
- ریشارد ناوروتسکی
- ایرنا سانتور
- ایرنا شِـفچیک